# جوليا ويلسون
جوليا ويلسون (بالإنجليزية: Julia Wilson)‏ هي مجدفة أسترالية، ولدت في 23 سبتمبر 1978 في سيدني في أستراليا.

## وصلات خارجية
- جوليا ويلسون على موقع الاتحاد الدولي للتجديف (الإنجليزية)
- جوليا ويلسون على موقع اللجنة الأولمبية الدولية (الإنجليزية)
- جوليا ويلسون على موقع أوليمبيديا (الإنجليزية)
- جوليا ويلسون على موقع اللجنة الأولمبية الأسترالية (الإنجليزية)